# Dachaulied

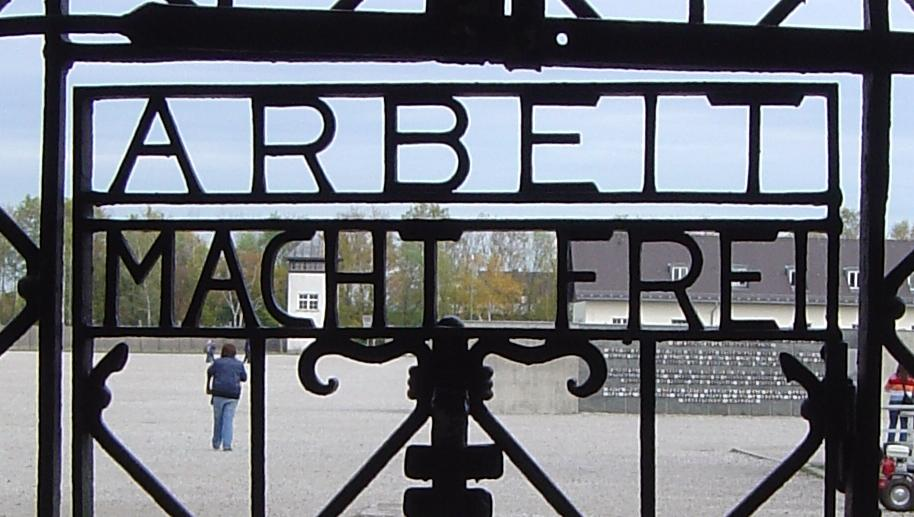
Torspruch im KZ Dachau: Arbeit macht frei

Das Dachaulied ist ein Marsch- und Durchhaltelied aus dem KZ Dachau aus dem Jahr 1938. Der Text stammt von Jura Soyfer, die Musik von Herbert Zipper.
Soyfer war drei Monate, vom 23. Juni bis 23. September, im Dachauer Lager inhaftiert. Er leistete mit Zipper gemeinsam Zwangsarbeit und nahm die Verhöhnung der Häftlinge durch den KZ-Torspruch „Arbeit macht frei“ zum Anlass, einen Liedtext zu schreiben, der den Spruch im Refrain aufnahm. Er ließ Zipper den Text auswendig lernen, um dem Risiko einer Entdeckung und damit verbundener Strafmaßnahmen zu entgehen. Zipper komponierte dazu im Kopf eine Melodie, die er zwei Gitarristen und einem Geiger unter den Mithäftlingen beibrachte.

Das Lied deutet die Folter und Gewalttätigkeiten des KZ-Alltags nur an, traf aber trotzdem die Gefühlslage der gequälten Zwangsgemeinschaft. Über die Musik schrieb Zipper: 

„Es war meine Absicht, sowohl harmonisch wie melodisch Klischees zu vermeiden, unter Beibehaltung des Charakters eines Marschliedes, das die Härte des geistigen und physischen Widerstandes ausdrückt.“

Während Zipper nach Verlegung in das KZ Buchenwald im Jahr 1939 freikam, starb Soyfer dort im selben Jahr an Typhus.
Anlässlich des Gedenkens „75 Jahre Erinnerung an den 1. Transport österreichischer Häftlinge in das KZ-Dachau“ (1938) mit Verkehrsministerin Doris Bures intonierten Beatrix Neundlinger und Willi Resetarits, Musiker der Schmetterlinge am 8. April 2013 am Westbahnhof Wien das Dachaulied.